# Orbinia latreillii
Orbinia latreillii ist ein mariner Ringelwurm aus der Gattung Orbinia innerhalb der Vielborster-Familie der Orbiniidae.

## Merkmale
Orbinia latreillii hat einen bis zu 40 cm langen Körper mit bis zu 400 Segmenten. Das Prostomium hat die Form eines stumpfen Kegels. Der Thorax umfasst 30 bis 34 borstentragende Segmente. Jedes der an diesen sitzenden Notopodien weist ein Bündel kapillarartiger Borsten und dahinter einen einzelnen Lappen sowie eine Acicula auf, während die zugehörigen Neuropodien als Tori mit meist 3 bis 4 Reihen großer, gelber, gekrümmter, kräftiger Borsten ausgebildet sind. Bis zum 40. bis 43. Segment tragen die Neuropodien hinter den Borsten 12 bis 25 konische Papillen. Unter den Parapodien sitzen 25 bis 30 Papillen an der Bauchseite der Segmente beginnend mit dem 22. und endend mit dem 42. bis 55., wobei sie sich ab dem 25. bis 36. in der Mitte der Bauchseite berühren, doch gibt es keine Stacheln. Jedes Notopodium an den Segmenten des Abdomens trägt kapillarartige und 4 bis 5 gegabelte Borsten sowie dahinter einen einfachen Lappen sowie Aciculae, das dazu gehörige zweilappige Neuropodium zwei Aciculae, wenige kapillarartige Borsten und einen ventralen Cirrus. Der interramale Cirrus ist etwa so lang wie das Neuropodium. An jedem Segment ab dem fünften bis sechsten borstentragenden Segment sitzen Kiemen. Das Pygidium trägt zwei lange Cirren. Das Thorax ist rosa bis fleischfarben, das Abdomen gelblich.

## Verbreitung, Lebensraum und Lebensweise
Orbinia latreillii ist im nordöstlichen Atlantischen Ozean, Mittelmeer, Schwarzen Meer und der Nordsee verbreitet. 
Zur Lebensweise und zum Entwicklungszyklus von Orbinia latreillii liegen keine Veröffentlichungen vor. Andere Vertreter der Orbiniidae sind Substratfresser oder weiden Bakterien direkt vom Substrat ab und sich entwickeln über frei schwimmende Larven.